# Atentados em Campala em 2010
Os atentados em Campala em 2010 ocorreram em 11 de julho de 2010, quando ataques bombistas suicidas foram realizados contra multidões que assistiam à exibição da final da Copa do Mundo FIFA de 2010 em dois locais em Campala, capital de Uganda. Os ataques deixaram 74 mortos e 85 feridos. A al-Shabaab, uma milícia islamista baseada na Somália que tem vínculos com a al-Qaeda, reivindicou a responsabilidade pelas explosões como retaliação ao apoio de Uganda à AMISOM. Em março de 2015, o julgamento dos quenianos, ugandenses e tanzanianos - os treze supostos perpetradores dos atentados - começou no Supremo Tribunal de Uganda.

## Contexto
O grupo jihadista al-Shabaab tornou-se uma força poderosa contra o Governo Federal de Transição da Somália e ameaçava ataques contra tropas estrangeiras e da AMISOM posicionadas contra si no país, incluindo as de Uganda. Os ataques em Campala foram considerados como uma retaliação contra a presença das forças ugandenses na Somália. Também havia rumores de que a al-Qaeda estava envolvida na Somália. Os atentados de Campala seguiram-se aos alertas norte-americanos de ataques aos aviões da Air Uganda em 2010.

## Ataques
O primeiro atentado foi realizado no restaurante Ethiopian Village, situado no bairro de Kabalagala, sendo muitas das vítimas estrangeiras. Quinze pessoas foram mortas neste ataque. O atentado de Kabalagala ocorreu durante a final da Copa do Mundo FIFA de 2010.
O segundo ataque, consistindo em duas explosões em rápida sucessão, ocorreu às 23h18 no Kyadondo Rugby Club em Nakawa, onde o jornal estatal New Vision apresentava a exibição da partida. Segundo testemunhas oculares, houve uma explosão perto do minuto 90 da partida, seguida segundos depois por uma segunda explosão que apagou as luzes do local. Uma explosão aconteceu bem na frente de uma grande tela que estava mostrando a transmissão, matando 49 pessoas. A descoberta de uma cabeça e perna decepadas no campo de rugby sugere que foi um ataque suicida realizado por um indivíduo. Um terceiro colete não detonado foi encontrado mais tarde. Um policial declarou o número total de mortos como 64. Outros 71 foram hospitalizados, 14 dos quais foram tratados por ferimentos leves e posteriormente liberados.
O inspetor geral da Polícia Nacional de Uganda, Kale Kayihura, afirmou: "As informações que temos indicam que as pessoas que atacaram a Ethiopian Village provavelmente tinham como alvo expatriados."
Os relatos iniciais de novas explosões nos bairros de Ntinda e Bwaise eram falsos.

## Vítimas
A maioria dos mortos eram ugandenses. Outros incluíam: um cingalês, um indiano, um missionário leigo irlandês, um norte-americano, um etíope, seis eritreus e um queniano.
Os feridos também incluíam seis missionários metodistas de uma igreja da Pensilvânia.